# 楊芷瑜
楊芷瑜（1995年12月3日—）是臺灣女子籃球運動員，現效力於台電女籃。楊芷瑜就讀吳沙國中兩星期後轉學到普門國中，在球隊解散後則轉學到礁溪國中，自普門高中畢業後進入佛光大學，2019年7月在第一屆WSBL選秀第一輪第一順位獲得台電女籃青睞，成為WSBL首位選秀狀元，WSBL菜鳥球季繳出場均8.4分、4.3籃板、1.6助攻的表現抱走年度新人后頭銜，第17季WSBL場均可挹注7.8分、4.1籃板榮獲年度第六人。

## 外部連結
- 楊芷瑜在Eurobasket.com（球員）（英语）